# Płowa Bestia
Płowa Bestia – powieść realistyczna z 1948 roku autorstwa Pawła Wiedermana (ur. 1889), opisująca powstawanie i likwidację gett żydowskich oraz organizację Rad Starszych Gmin Żydowskich (Ältestenräte der jüdischen Kultusgemeiden) na terenie wschodniego Górnego Śląska (Ost-Oberschlesien), którą pisał w ukryciu na terenie sosnowieckiego getta od 16 grudnia 1943 do 26 lipca 1944 roku.

## Opis fabuły
Głównym bohaterem powieści jest postać autentyczna, Mojżesz Merin – przewodniczący Centrali Żydowskich Rad Starszych na Wschodnim Górnym Śląsku (Zentrale der Ältestenräte der jüdischen Kultusgemeiden in Ost-Oberschlesien) w czasie okupacji niemieckiej. Akcja toczy się wokół jego osoby, jego współpracowników oraz historii społeczności żydowskich na terenie Górnego Śląska i zachodniej Małopolski w czasie wojny. Centrala Żydowskich Rad Starszych Wschodniego Górnego Śląska to samorząd żydowski utworzony z polecenia referatu do spraw żydowskich katowickiego Gestapo w styczniu 1940 roku, obejmującego swą władzą obszar prawie całej rejencji katowickiej oraz części rejencji opolskiej.
Autor opisuje z perspektywy Rad Starszych (Ältestenräte), jak dochodziło do eliminowania Żydów z życia gospodarczego, pozbawiania swobód i praw obywatelskich przez Niemców. Następnie przedstawia przesiedlenia z pomniejszych gett i miejscowości Górnego Śląska do Sosnowca, Będzina, Dąbrowy czy Myszkowa, a także masowe deportacje do niemieckich obozów zagłady i zupełną izolację w centralnych gettach w Będzinie i Sosnowcu oraz ich likwidację (od sierpnia 1943 r.).
W powieści znajdują się także opisy różnych żydowskich środowisk religijnych i kulturowych, które znalazły się w jednym zamkniętym getcie, często zupełnie oddalonych od siebie mentalnie jak Żydów zlaicyzowanych, którzy byli zasymilowani z kulturą niemiecką (np. z Gliwic czy Bielska) oraz Żydami religijnymi mówiącymi w jidysz z zamkniętych sztetli Zagłębia Dąbrowskiego.
Książka kończy się sprawozdaniem SS-Hauptsturmführera Hansa Dreiera z 4 sierpnia 1943 roku, w którym informuje o tym, że okręg wschodniego i Górnego Śląska został całkowicie oczyszczony z Żydów. Jednak autor przebywając w ukryciu wspomina, że w podziemiach i kryjówkach Środuli i Kamionki pozostało jeszcze po likwidacji getta około 2000 Żydów.
Sam autor we wstępie pisze tak:

To, co przedkładam czytelnikowi, nie jest kroniką ani historią pewnej epoki, lecz opowiadaniem o własnych przeżyciach na tle najtragiczniejszej epoki w dziejach martyrologii żydowskiej. Starałem się w miarę możliwości być obiektywnym i unikałem wypowiadania własnego sądu o osobach i wypadkach. Forma dialogowa doskonale ułatwiła mi moje zadanie. Nie miałem dlatego potrzeby kreślić charakterystyki osób, one to samo lepiej czyniły przez swoje działanie. Nie gloryfikowałem ani nie potępiałem, nie retuszowałem ani nie oczerniałem, lecz podałem nagie fakty tak, jak moim oczom przedstawiały się, a sąd o nich pozostawiłem historii.

## Dostępność książki
Książka została wydrukowana w nieznanej liczbie egzemplarzy w Monachium w 1948 roku nakładem EUCOM Civil Affairs Division, Authorization Number UNDP 219 i liczy 415 stron. Nigdy nie była wznawiana. Jest wielką rzadkością na rynku antykwarycznym. W 2017 roku w bibliotekach światowych znajdowało się 17 egzemplarzy (Niemcy 2, Francja 1, USA 11, Izrael 3). Jedyny znany egzemplarz w Polsce znajdował się prywatnych zbiorach bielskiego historyka Jacka Proszyka, który w 2020 roku przekazał go w darze Bibliotece Śląskiej w Katowicach.